# Albert Thumb

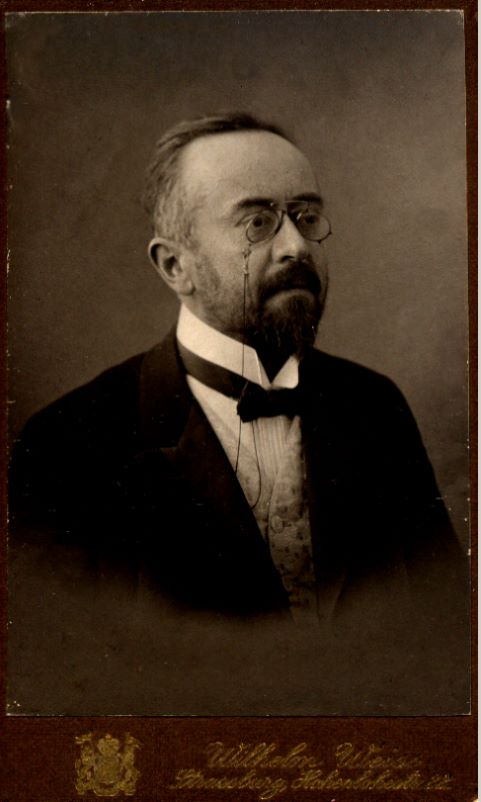
Albert Thumb

Albert Joseph Gustav Thumb (* 18. Mai 1865 in Freiburg im Breisgau; † 14. August 1915 ebenda) war ein deutscher Sprachwissenschaftler und Neogräzist.

## Familie
Albert Thumb war der Sohn des Architekten Albert Alois Thumb (* 10. Juli 1838 Stockach, † 26. August 1886 ebenda).
Seine Mutter war Ida geb. Schanzenbach (* 24. Oktober 1839 in Mingolsheim) eine Cousine zum Prälaten Leonhard Schanzenbach. Die Trauung wurde am 26. April 1864 in Mingolsheim vorgenommen.
Alberts Großvater Alois Thumb ist als Stiftungsbaumeister in den Urkunden erwähnt und dessen Frau als Anna Barbara Bader. Weitere familiäre Daten sind nicht bekannt.

## Leben
Nach dem Besuch des humanistischen Gymnasiums in Freiburg im Breisgau (1875–1884) studierte Thumb vom Wintersemester 1884/1885 bis Ende des Wintersemesters 1885/1886 ebenda bei Karl Brugmann. Im Sommersemester 1886 ging er nach Heidelberg, wo er im Wesentlichen Indogermanische Sprachwissenschaft bei Hermann Osthoff studierte, und wechselte zum Wintersemester 1886/1887 für zwei Semester nach Leipzig, wo er wiederum bei Karl Brugmann studierte. Im Sommersemester 1888 erfolgte die Promotion in Vergleichender Sprachwissenschaft und Klassischer Philologie bei Rudolf Thurneysen in Freiburg im Breisgau. Im Sommersemester 1889 ging er ans Berliner Seminar für Orientalische Sprachen, um Neugriechisch zu lernen. Im Februar 1889 legte er in Karlsruhe das Staatsexamen in Klassischer Philologie ab.
Ende Oktober 1889 begab er sich auf seine erste Studienreise nach Griechenland, die vor allem der Vertiefung und Verbesserung seiner Neugriechischkenntnisse diente. Darüber hinaus machte er Sprachstudien, deren Ergebnisse in sein „Handbuch der neugriechischen Volkssprache“ ebenso einflossen, wie in die Habilitationsschrift und den Habilitationsvortrag, die er nach der Rückkehr nach Deutschland im Juli 1890 verfertigte. Der Griechenlandreise folgte ein Praktikum als Mittelschullehrer an einem Freiburger Gymnasium und die Habilitation (1891) in den Fächern Vergleichende Sprachwissenschaft und neugriechische Sprache. Ab 1891 lehrte er zunächst als Privatdozent und später als außerordentlicher Professor (ab 1895) Sprachwissenschaft und Neugriechisch an der Albert-Ludwigs-Universität Freiburg und war darüber hinaus bis 1901 als Gymnasiallehrer tätig.
Eine zweite Orientreise unternahm er von März bis Mai 1894. Sie diente im Wesentlichen der Sammlung von Material zur Volkskunde und Sprache der Neugriechen. Im Jahr 1901 wurde Thumb außerordentlicher Professor in Marburg; zum Wintersemester 1909/1910 folgte er einem Ruf auf die Professur für Vergleichende Sprachwissenschaft an der 
Kaiser-Wilhelms-Universität Straßburg. Der Philologisch-Historische Verein Straßburg im Naumburger Kartellverband ernannte ihn zum Ehrenmitglied. Im Juli 1915 kehrte er schwerkrank ins heimatliche Freiburg zurück, wo er am 14. August 1915 verstarb. Sein wissenschaftlicher Nachlass wurde von einem Freund aufgekauft und dem Sprachwissenschaftlichen Seminar der Universität Freiburg geschenkt.
Thumbs Werk umfasst Untersuchungen zur Allgemeinen Sprachwissenschaft, zur Quantitativen Linguistik, zu den indogermanischen Sprachen (hier ist vor allem Sanskrit zu nennen) und Studien zur neugriechischen Sprache und Volkskunde.

## Werke (bis jetzt nur kleiner Ausschnitt)
Schriftenverzeichnis
- Verzeichnis der Schriften von Albert Thumb. In: Indogermanisches Jahrbuch 8 (1920/1921), S. 272–277 (ohne Verfasserangabe).

Sprachwissenschaftliche Arbeiten
- zusammen mit Karl Marbe: Experimentelle Untersuchungen über die psychologischen Grundlagen der sprachlichen Analogiebildung. Engelmann, Leipzig 1901. (Neudruck mit einer Einleitung von David D. Murray, John Benjamins, Amsterdam 1978. ISBN 90-272-0971-5.)
- Die experimentelle Psychologie im Dienste der Sprachwissenschaft. In: Sitzungsberichte der Gesellschaft zur Beförderung der gesamten Naturwissenschaften zu Marburg, No. 2, Februar 1907, Seiten 11–23. Universitätsdruckerei Joh. Aug. Koch, Giessen 1908.
- Experimentelle Psychologie und Sprachwissenschaft. Ein Beitrag zur Methodenlehre. In: Germanisch-Romanische Monatsschrift 3, 1911, Seiten 1–15; 65–74.

Neogräzistische Arbeiten
- Handbuch der neugriechischen Volkssprache. Grammatik, Texte, Glossar. Verlag von Karl J. Trübner, Strassburg 1895, (online). Zweite, verbesserte und erweiterte Auflage. Verlag von Karl J. Trübner, Strassburg 1910, (online).
- Grammatik der neugriechischen Volkssprache. G. J. Göschen, Berlin 1915. 2., völlig neubearbeitete und erweiterte Auflage von Johannes E. Kalitsunakis. Walter de Gruyter, Berlin 1928